# المعالم التاريخية في فرنسا

شعار المعالم التاريخية.

يعرف المعلم التاريخي بأنه قطع مهمة ومحمية بالقانون الفرنسي، وله مسمى من اجل حمايته وذلك بسبب أهميته التاريخية والفنية والمعمارية.
يوجد نوعين من حماية المعلم التاريخي، أولا: التسجيل وهو حماية مصلحة مهمة على الصعيد الوطني، ويعتبر جرد تكميلي للاثار منذ عام 2005. ثانيا: التصنيف وهو الذي يحمي الأثار التي تشكل أهمية على المستوى الوطني بالأولوية وبالتالي يعتبر اعلى مستوى من الحماية. في حالة العقارات، يقوم قانون الحماية بتعداد أجزاء المبنى المحمي مالم يكن محمي بالكامل والمناطق المحيطة بها.
يشير مصطلح المعالم التاريخية سواء بالمفرد أو بالجمع إلى معلم مخفي ذو نمط قديم، على الرغم من ان هذا المعلم غير محمي، ويشير المصطلح أيضا إلى الخدمات المسؤولة عن التعداد وحماية رصد الأثار، مثل خدمة الجرد الإقليمية، والمحافظة على الأثار التاريخية والخدمات الإقليمية للهندسة المعمارية والتراث، وأخيرا إسكان المعماريين لمباني فرنسا، والعديد من العلامات مثل تراث القرن العشرين، واشكال الحماية كحماية مواقع التراث، والجمعيات التي تسوق المعالم التاريخية مثل المنازل الفرنسية القديمة أو مؤسسة التراث.
يوجد في فرنسا 44318 معلم تاريخي في عام 2014 وفقا لقاعدة بيانات Merimee، وفي عام 2012 بلغ عدد المعالم التاريخية حوالي 260000.

## التقديم

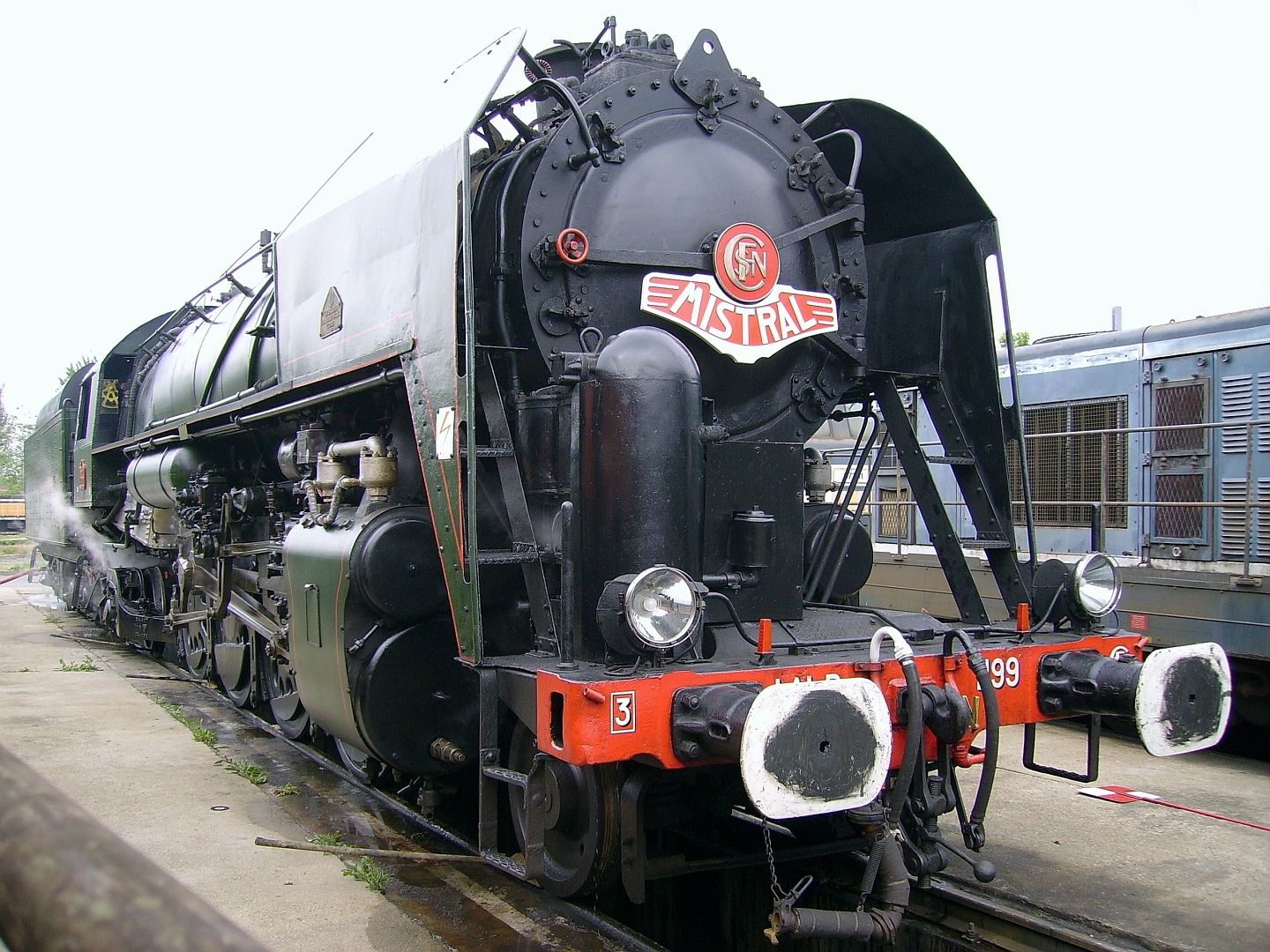
على الرغم من حجمه يتم تصنيف قاطرة البحار vapeur 141 R 1199 تحت قائمة القوارب.

يؤدي مفهوم المعلم التاريخي، الذي أثاره أفكار الثورة الفرنسية وتيار الرومانسية، إلى سياسة الحماية التي أسسها النظام الملكي في يوليو. وهو اعتراف بالمصلحة العامة للمباني (المباني والحدائق والمتنزهات، والاحتياطيات الأثرية، وما إلى ذلك) التي تتعلق على وجه التحديد بالفن والتاريخ المرتبط بالمعلم التذكاري وتشكل خدمة للمصلحة العامة.
يوجد هناك مستويين من الحماية: تاريخي بوصف المعالم (المعروف سابقا باسم «التسجيل بالجرد التكميلي للمعالم التاريخية»)، للأثاث والمباني ذات الاهتمام الإقليمي، والتصنيف والآثار التاريخية، على مستوى المصلحة الوطنية. عادة ما نقول عن الشيء في الحالة الأولى أنه «مسجل»، والثاني أنه «مصنف».
ويمكن أن تنطبق الحماية أيضا على الأشياء المنقولة (إما المنقولة المناسبة أو المباني حسب الوجهة) ذات الفائدة التاريخية والفنية والتقنية وغيرها. تحت اسم التصنيف باسم الشي أو (في الحالات النادرة أكثر) باسم الشيء والتعداد.
يخضع التصنيف والتسجيل من الآن وصاعداً إلى الباب الثاني من الكتاب
السادس من قانون التراث وقد يستغرق 15 إلى 18 شهرا (الجزء التشريعي والجزء التنظيمي)، بعد ان كان منذ فترة طويلة تحت احكام القانون الصادر منذ عام 1913.
تشكل هذه الحماية تسمية فرنسية رسمية من الناحية القانونية.

## التاريخ

### النتائج الأولى والنشأة
تشكلت الملكية الوطنية من خلال تأميم ممتلكات رجال الدين بعد مرسوم وضع ممتلكات رجال الدين تحت تصرف الأمة من 2 نوفمبر 1789، والمهاجرين بعد مرسوم 9 نوفمبر 1791 وتاج فرنسا (مرسوم 10 أغسطس 1792)، بعد ان حظيت بثروات مختلفة.
كما تم تسليم البعض إلى الحكم الشعبي، وهنا ولدت فكرة الهمجية التي أتت على يد القسيس غريغوري (في التقرير المقدم إلى الهيئة في 31 أغسطس 1794 حول «الهمجية وما تسببت فيه من تخريب ووسائل استردادها»)، والبعض الآخر احتفظت بهم الدولة مع تغيير الوظائف مثل سجون ماغلون، كليرفو، مونت سان ميشيل، ولكن معظمها تم بيعها لأفراد، وغالبا ما كانت بمثابة مقالع لمواد البناء واختفت، مثل (دير كلوني، دير قلعة فيزيلاي، الخ).
تحدث أوبين لويس ميلين للمرة الأولى عن «المعلم التاريخي» في عام 1790 في تقرير قدم إلى الجمعية التأسيسية، بمناسبة هدم الباستيل. «المعلم التاريخي» الذي كان رمزا لمرحلة ما قبل الثورة، من النظام القديم. وتعممت فكرة الإبقاء على شهادة النظام القديم والجمعية التأسيسية، تحت قيادة تاليراند، الذي تبنى في 13 أكتوبر 1790 مرسوما ينص على تشكيل لجنة الآثار ودورها في دراسة «مصير الآثار، والفنون والعلوم». وتعين ألكسندر لينور في عام 1791 لتأسيس متحف الآثار الفرنسية، الذي فُتح في 1795، والتي جمع فيه بقايا العمارة التي تمكن من الحفاظ عليها. ولكن هذا المتحف تم إغلاقه من قبل لويس الثامن عشر بموجب مرسوم 24 أبريل 1816 بعد عودة الملكية، وذلك خلال الترميم والمجموعات التي تمت إعادتها «للأسر والكنائس» والتي كانت متناثرة.

### ولادة «المعالم التاريخية»

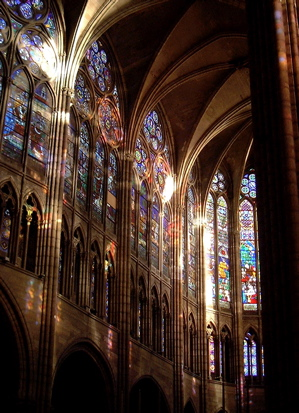
تعتبر كنسية saint-denis احدى المعالم الأثرية التي يتم تصنيفها كمعلم تاريخي

امتلكت ميزانية وزارة الداخلية في عام 1819، ولأول مرة، نصيب من «المعالم التاريخية»، وكما ارتأى العديد من أهل الوزارة تخصيص مبلغ 80 ألف فرنك لذلك الغرض. وفي ظل النظام الملكي في 21، اوكتوبر 1830، اقترح وزير الداخلية فرانسوا غيزوت في تقرير قدم إلى الملك لويس فيليب إنشاء منصب مفتش المعالم التاريخية والذي أوكل إلى لودوفيك فيتيت في 25 نوفمبر، ثم في 27 مايو 1834 إلى بروسبير ميريمي. وتتمثل مهمة مفتش الآثار التاريخية في تصنيف المباني وتخصيص اعتمادات الصيانة والترميم. في 29 سبتمبر 1837، أنشأ وزير الداخلية الكونت دي مونتاليفيت لجنة الآثار التاريخية، خلفا للجنة الفنون. وتتألف من سبعة متطوعين ويرأسهم جان فاتوت، مدير الآثار العامة، وكان عمل اللجنة هو الجرد، والتصنيف (التصنيف على أسس واعتبارات سياسية والتركيز في عام 1835 على الاهتمام التاريخي في عام 1841 على الجودة المعمارية) ومنح الائتمانات. كما تم تكليف هذه اللجنة بتدريب المهندسين المعماريين الذين يتدخلون في الآثار (بدءا من يوجين فيوليت-لي-دوك).
نشرت اللجنة أول قائمة لها في عام 1840، من 1,082 معلما تاريخيا أثريا بما في ذلك 934 مبنى، تتألف هذه القائمة فقط من آثار ما قبل التاريخ والمباني القديمة والقرون الوسطى (من القرن الخامس إلى القرن السادس عشر)، والعديد من المباني الدينية، ولكن أيضا بعض الاثار (مثل نسيج بايو). وجميعها ملكيات للدولة أو الإدارة أو البلدية، التي يتطلب حفظها أعمال صيانة.
ولاحقا، واصلت اللجنة العمل في مجال الجرد، وزاد عدد الآثار التاريخية، وتوسع مجال الحماية في ثلاثة محاور: زمني، وفئوي (نحو العمارة المحلية)، طبعي أو مفاهيمي (حيث أصبح الاهتمام هنا لحماية المبنى الذي يمثل كل نمط، النمط النموذجي وأكثر منه النمط الموحد). ومع ذلك، فإن السلطات المحلية والكنيسة والجيش ترددوا في الاعتراف بصلاحيات الدولة على تراثهم، كما أن تصنيف آثار الملاك من القطاع الخاص يتطلب موافقتهم: هنا توضح لنا هذه العوائق كيف انخفض عدد الآثار المصنفة سنويا من 2800 معلما في 1848عام إلى 1,563 معلما في 1873.

### التنمية والانفتاح
[[ملف:Loi-monuments-historiques_Archives_nationales_A-1975.jpg|يسار|تصغير|[قالب:Lire sur Wikisource .قانون31 ديسمبر 1913 بشأن المعالم التاريخية ، الأرشيف الوطني av1975\]]

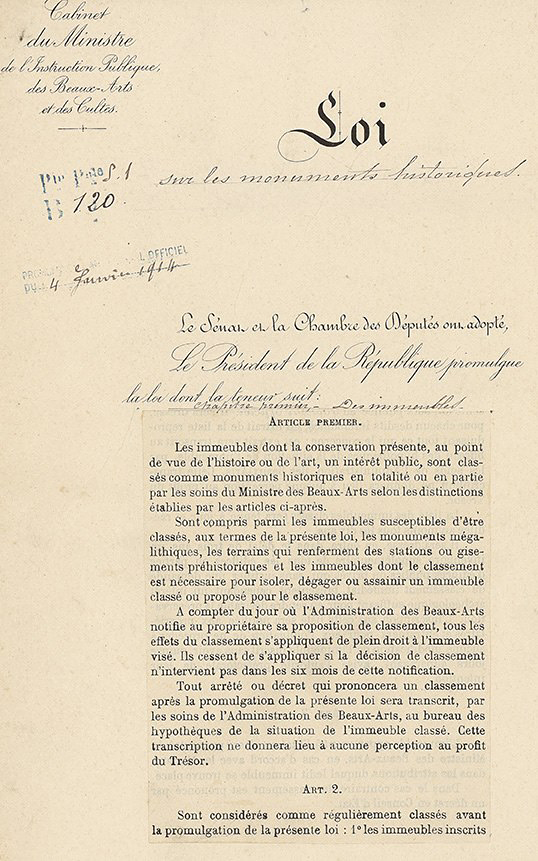
[ .قانون31 ديسمبر 1913 بشأن المعالم التاريخية ، الأرشيف الوطني av1975\

يحدد قانون 30 مارس 1887 للحفاظ على الآثار التاريخية لأول مرة معايير وإجراءات التصنيف. كما يتضمن أحكاما تنص على إنشاء مجموعة من كبار المهندسين المعماريين للآثار التاريخية (أو ACMH، وهي مستوحاة من حالة المهندسين الأبرشيين والمهندسين المعماريين الذين حلوا محل المهندسين المعماريين المحليين تدريجيا) وأنشئت بموجب مرسوم 26 يناير 1892. في عام 1893 جرت المسابقة الأولى من مجموعة من كبار المهندسين المعماريين للآثار التاريخية، وأخيرا في عام 1907 صدر مرسوم يحدد وضعهم.
بناء على اقتراح من قبل وزير التعليم أريستيد برياند، تم إصدار قانون 21 أبريل 1906 بشأن حماية المواقع والمعالم الطبيعية ذات الطابع الفني وأتى هذا العمل كثمرة بقيادة اشخاص آخرين من قبل جمعية أصدقاء الأشجار (التي تأسست في عام 1898 من قبل جوليان فرانسوا جانيل)، ونادي جبال الألب الفرنسي، وجمعية حماية المناظر الطبيعية وعلم الجمال في فرنسا، ونادي تورينغ الفرنسي، الذي شن حملة ضد آثار التصنيع. وهو يحدد مبدأ تصنيف المواقع الطبيعية الخلابة.
يعهد إلى المجتمعات والدولة وبموجب قانون الفصل بين الكنائس والدولة في عام 1905، بمسؤولية دور العبادة، ولكن بعض البلديات رفضت تولي مسؤولية بعض تلك المباني التي لا تعتبرها من «المصلحة الوطنية» في حين البعض لم يتردد في بيع مقتنياتهم التراثية في المزادات، الأمر الذي تسبب بفضائح وكشف عن ضعف القوانين التشريعية لعام 1887. ويكمل ويحسن قانون 31 ديسمبر 1913 بشأن الآثار التاريخية أحكام القانون في 30 مارس 1887، ويوسع نطاق حماية معايير التصنيف (الملكية لم تعد الحفاظ على مفهوم «المصلحة الوطنية» بل تعدى ذلك إلى «المصلحة العامة» التي تأخذ في عين الاعتبار أيضا التراث المحلي الأقل أهمية، والتصنيف الموسع إلى الملكية الخاصة دون الحاجة إلى موافقة المالك، والتقدير بالتصنيف في الجرد التكميلي)، وتحديد التدخلات الإلزامية، وإدخال عقوبات جنائية ومدنية على الأعمال غير المرخص بها بشأن الآثار المصنفة، وما إلى ذلك.
قبلت هيئة الآثار التاريخية في نفس العام، أربعة قلاع بعد العصور الوسطى من أجل التصنيف ألا وهي: لوكسمبورغ وفرساي ومايسونس لافيت ومتحف اللوفر. في نهاية عام 1911، تم تصنيف أكثر من 4000 مبنى و 14,000 قطعة. في نفس العام، أربعة قلاع بعد العصور الوسطى من أجل التصنيف ألا وهي: لوكسمبورغ وفرساي ومايسونس لافيت ومتحف اللوفر. في نهاية عام 1911، تم تصنيف أكثر من 4000 مبنى و 14,000 قطعة.

### تمديد وتطور الحماية

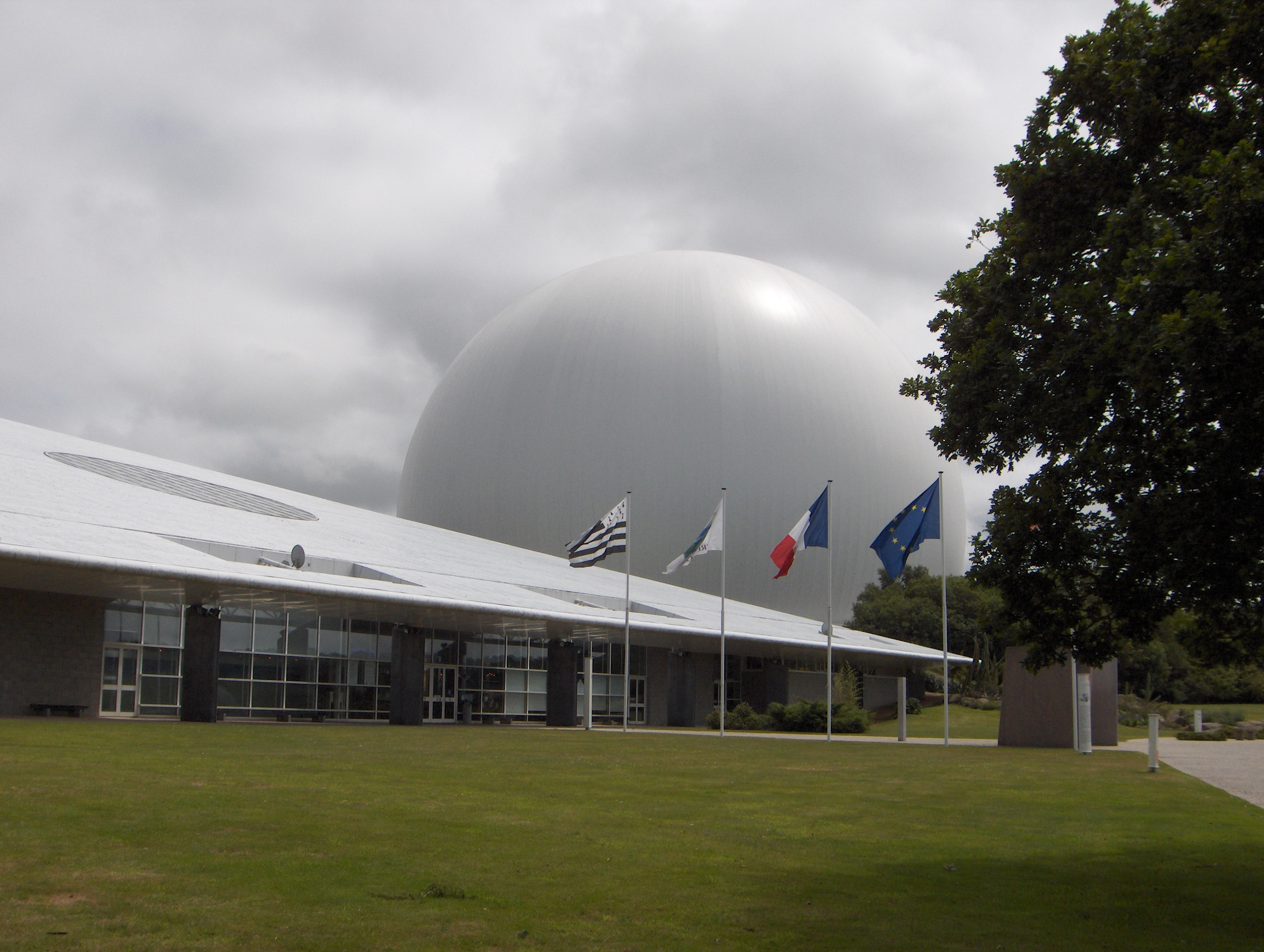
تم تصنيف radôme مركز الاتصالات الفضائية من ضمن المعالم التاريخية.

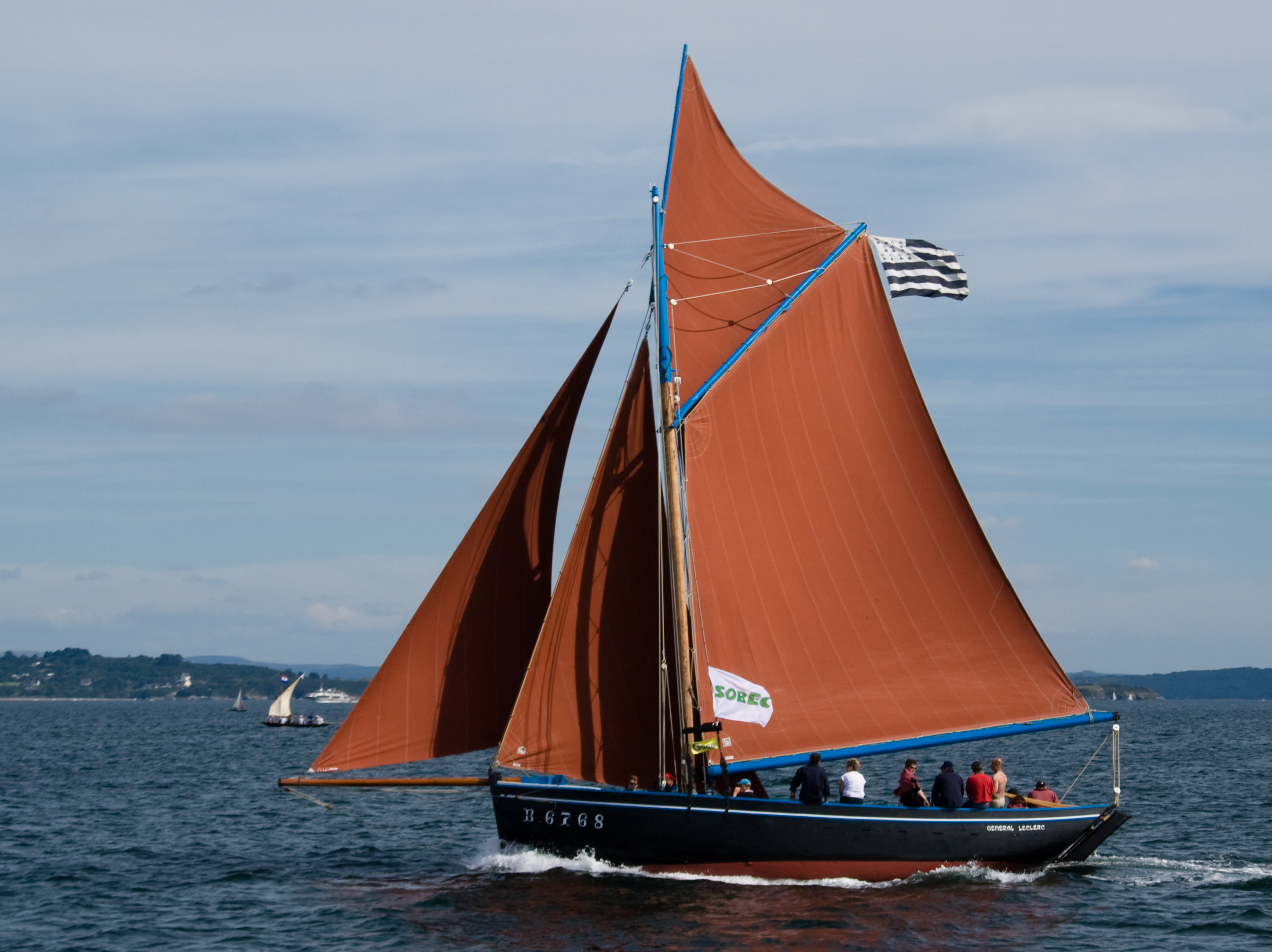
جينجرال لوكليرك ، محار بريست، صنفت السفينة الشراعية عام 2005 من ضمن المعالم التاريخية

يميل قانون 2 مايو 1930، الذي يحل محل قانون أخر صدر في 1906 إلى التوفيق بين إجراءات تصنيف الآثار المبنية من جهة، وإجراءات المواقع والمساحات الطبيعية من جهة أخرى، واضعا بذلك فئة جديدة وهي «الموقع المصنف والموقع المسجل».
كما أنه يقدم إمكانية تصنيف كموقع يقع بالقرب من مبنى مُدرج أو مصنف. وتخضع حماية المواقع الطبيعية المدرجة حاليا لقانون البيئة. ويحدد قانون 25 فبراير 1943، الذي عدل قانون 31 ديسمبر هذه الأحكام من خلال إدخال مجال الرؤية.
ويعتبر قانون عام 1943 أن المعلم التاريخي هو أيضا انطباع توفره المناطق المحيطة بها. ولهذا السبب يفرض القانون شكلا من أشكال التنبه فيما يتعلق بمشاريع العمل في مجال الرؤية للمعالم التاريخية. وقد تم إعداد العديد من التصنيفات خلال الاحتلال، بغية منع التدمير من قبل المحتل، وأيضا من أجل تشغيل الأشخاص المكلفين بالحماية، ليستطيعوا الهروب من خدمة العمل الإجباري في ألمانيا. 

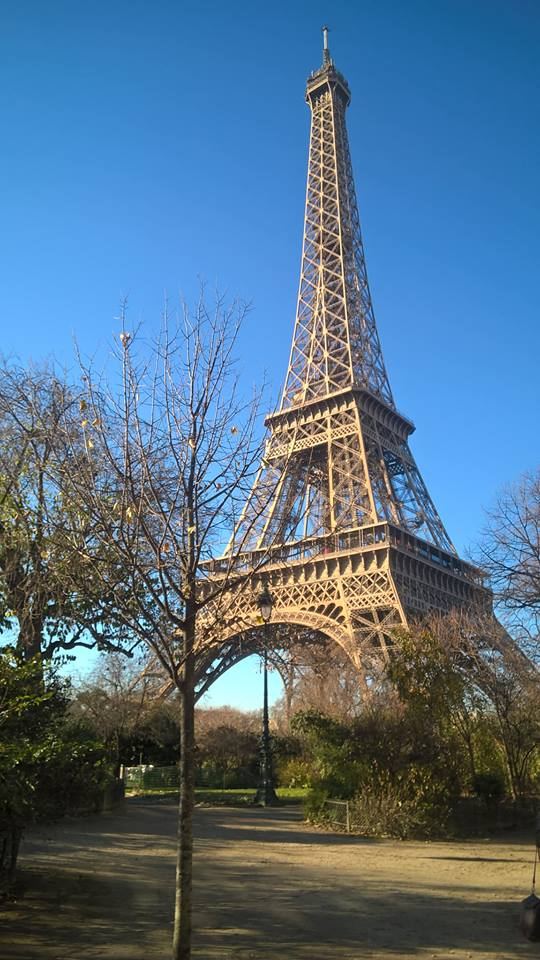
برج ايفل مسجل من ضمن المعالم التاريخية منذ 24 يونيو عام 1964

بعد الحرب العالمية الثانية والدمار الهائل بسبب القصف الألماني عام 1940 وحلفاء 1944 و1945، والازدهار الاقتصادي للثلاثين سنة المجيدة التي استمر خلالها التدمير لإعادة البناء، غيرت الحماية من منهجها..
اصدر أندريه مالروس في 4 أكتوبر عام 1962 مالروس قانونا بشأن المناطق المحمية التي تحمي أجزاء من المدن، وأنشأت بموجب المرسوم المؤرخ 4 مارس 1964 من قبل خدمة الجرد العام للآثار والثروات الفنية في فرنسا التي لا تدرج فقط في المعالم التاريخية. وفي الوقت نفسه، المعالم التاريخية مفتوحة على العمارة المدنية من القرن 16 إلى القرن 18، مع طي ذو الهندسة المعمارية الضخمة في القرنين التاسع عشر والعشرين. وفيما يلي الطريقة التي تم فيها إدراجها أو تصنيفها:

•	برج ايفل (1887-1889)، المدرج في عام 1964؛ 
استغرقت الهندسة المعمارية المعدنية وقتا طويلا ليتم الاعتراف بها وتصنيفها: بعد ان تم تدمير هاليس فيكتور بالتارد بين عامي 1971 و 1973 وتم تصنيف جناح واحد فقط كمعلم تاريخي وتم تجميعه في نوجنت سور مارن في عام 1977، خارج مكانه الأصلي)، بينما انتظرت مكتبة هنري لابروست سينت-جينفييف حتى عام 1988 ليتم تصنيفها.
و صنفت المحفوظات على أنها «معالم تاريخية»، حتى قانون المحفوظات لعام 1979، الذي أنشأ نظاما محددا (المدون حاليا في الكتاب الثاني من قانون التراث)، وهو أمر مستوحى كثيرا من نظام المعالم التاريخية.
شهدت نهاية الثمانينيات وبداية التسعينات من القرن العشرين بداية حماية التراث الصناعي، من حيث العمارة (تم تصنيف مطحنة مصنع الشوكولاته منير جول سولنيه في نويزيل في عام 1992) وكذلك الآلات (تم تصنيف مجموعة السيارات سكلومف في عام 1978 لتجنب تشتيتها). في الوقت نفسه مهمة التراث البحري النهري، مع تصنيف المنارات، البوارج، الرافعات، ثم القوارب (الأولى هي الصواري الثلاث للدوقة انا وبارجة ماد-أتاو في عام 1982)، الخ.
كما تم حماية الأماكن التي شهدت حوادث تاريخية: منزل مسقط رأس جوان قوس (المدرجة منذ عام 1840) أو منزل مسقط رأس نابليون الأول، وجدار المتحدين، أورادور-سور-غلان (المصنفة 10 مايو 1946)، الخ. . الحدائق: حوالي عام 1920 تم تصنيف حدائق فرساي وفونتينبلو، وكذلك حدائق أزاي-لي-ريدياو حوالي عام 1930.
وكما صنفت أيضا آثار أخرى، عكست الفن الفرنسي الحديث (حركة مدرسة نانسي) في نهاية 1990، وخاصة في نانسي. ومن أجل إبراز هذه الرؤية، تم إنشاء مسمى «التراث في القرن العشرين»، في عام 1999 والذي يضم تلقائيا إلى جميع المعالم التاريخية التي بنيت خلال القرن العشرين، أيضا إلى المباني الموجودة في les ZPPAUP أو المباني المقترحة على اللجنة الإقليمية للتراث والمواقع.
وقد استعيض عن اسم «الجرد التكميلي للآثار التاريخية» ب «التسجيل كنصب تاريخي» في عام 2005.

## التوزيع التاريخي والإحصاءات

صورة توضح كثافة المباني التي صنفت من ضمن المعالم التاريخية من على بعد 100 كيلو متر مربع

دون ما يقارب 43,180 معلم في 31 ديسمبر 2008، موزعة على النحو التالي: 14,367 مصنفة و 28,813 مسجلة كمعالم تاريخية، وإضافة 323 معلم في عام 2007. وبلغ عدد المعالم في عام 2012 حوالي 44,236 معلم، وفي عام 2014 بلغ عدد المعالم 44,318 معلم.
وانخفضت نسبة المعالم في عام 2014 ل 3.82٪ من معالم بعد التاريخ ومعالم ما قبل التاريخ، بنسبة 1.65٪ للقديمة، و 32.67٪ من العصور الوسطى، 44.24٪ من العصر الحديث واخيرا 17.62٪ من المعالم الحالية. و يجدر بالذكر أن حوالي 33.8٪ من المعالم المصنفة أو المسجلة هي من العمارة المحلية، 29.8٪ المباني الدينية، و 34.91٪ من الممتلكات الخاصة. وإذا كان ثلث الآثار ممتلكات خاصة، فإن البلديات تمتلك 55.82٪ مقابل 5.67٪ للدولة و 3.6٪ للمجتمعات الإقليمية الأخرى.
تمارس مراقبة مهندس المباني في فرنسا من خلال شرط على موافقتها على التصريح لهدم المباني الواقعة في المناطق المحمية لتراثها أو المصلحة البيئية منذ عام 1977 (المواقع المدرجة، وما إلى ذلك)، وكذلك منذ عام 1943 على جميع الأعمال التي تقع في التحفظ، ومن الآن فصاعدا، بالقرب من المعالم التاريخية بموجب أحكام المادة L. 621-30.II من قانون التراث، أو في مواقع التراث الهامة (القطاعات التي كانت محمية سابقا) منذ عام 1964.نتحدث هنا في الواقع عن مئات من آلاف المباني القائمة، إن لم يكن ملايين، والتي يتم حمايتها بشكل مباشر أو غير مباشر في فرنسا من خلال مراقبة جمالية تراثية صارمة، وكلها خلال الأعمال عليها.
يعتبر بعض الكتاب مثل Françoise Choay ، يعتبرون أن المعلم التاريخي أصبح نوعا من متلازمة نوح: أي أن الدولة تستمر بإدراج المعالم التاريخية بكميات أكبر مما يمكنها الاعتناء بها، نظرا للزيادة الحادة في عدد المعالم التاريخية.
ترتكز اعتمادات الترميم وفي الوقت الراهن، التي تمنحها وزارة الثقافة في مراكز دراك والتي يديرها مركز التراث والمشاريع العقارية للثقافة.

### إحصائيات
تلخص الرسوم البيانية التالية عدد الآثار التاريخية المصنفة والمدرجة في العقد الرابع من القرن التاسع عشر منذ عام 1840.

## مكتبة الوسائط المعمارية للهندسة المعمارية والتراث
تعتبر مكتبة العمارة والتراث هي المسؤولة عن جمع وحفظ التواصل للحالات التالية:

•	أرشيف وتوثيق إدارة الآثار التاريخية منذ إنشائها في عام 1830؛ 
تتكون مكتبة الوسائط المعمارية للهندسة المعمارية والتراث من أربع إدارات علمية لتحقيق هذه الغاية، هي: المحفوظات والمكتبة والتوثيق والتصوير ومركز بحوث الآثار التاريخية ولها ثلاثة مواقع في إيل فرنسا، الموقع الرئيسي لمكتبة الإعلام، ومكانه في Charenton-le-Pont في مبانيها المجددة في أبريل 2014، موقع Fort de Saint-Cyr للأرشيفات الفوتوغرافية ومركز التوثيق في موقع Bons Enfants بالقرب من الوزارة
وبالإضافة إلى ذلك، يتم تقديم دعم في مجموعة من النماذج والمواد (مكتبة المواد) من مركز البحوث من قبل مدرسة Chaillot لتكون بمثابة الدعم التعليمي لطلابها.

## إجراءات التصنيف أو التسجيل

### اقتراح الحماية
يأتي اقتراح عملية التصنيف من قبل أي قطاع فعال عام مثل (الخدمة الإقليمية للهندسة المعمارية والتراث، وخدمة الجرد الإقليمية، وما إلى ذلك) أو من قبل الافرد (جمعيات حفظ التراث أو أصحاب مبنى على سبيل المثال)، مع مهندس مباني فرنسا المختصة إقليميا أو المحافظة الإقليمية من المعالم التاريخية المرتبطة من قبل الإدارة الإقليمية للشؤون الثقافية. في حالة المباني أو الأشياء التي تتطلب دراسة أثرية أو وجدت أثناء التنقيب، يمكن لخدمة المعالم الإقليمية التحقيق في القضية.
يتكون طلب ملف الحماية عموما من المكلفين بالدراسة التوثيقية من دائرة الحفظ الإقليمي للمعالم التاريخية. يجب أن يحتوي الملف على جزء وثائقي يقدم معلومات تفصيلية عن المبنى (التاريخ والحالة العمرانية والقانونية، إلخ) ووثائق التصوير الفوتوغرافي ورسم الخرائط. ويشمل أيضا آراء المهندس المعماري الرئيسي للآثار التاريخية، ومهندس مباني فرنسا ومحافظ المعالم التاريخية.

### تفعيل حماية المعالم التاريخية
يقدم ملف الحماية إلى الادارات التالية لأخذ الرأي:

•	في حالة كون الملف مبنى، يقدم إلى اللجنة الإقليمية للتراث والمواقع، تتألف من 32 عضوا ويرأسها المحافظ الإقليمي؛ 
ويجوز للمحافظ، وفقا لرأي اللجنة المعنية، أن يتخذ أمر تسجيل أو يرفضه. وسواء صدر الأمر أم لم يصدر، يجوز له أيضا أن يختار، وفقا لرغبة اللجنة أو عدم رغبتها، وأن يحيل الملف إلى وزارة الثقافة لتصنيفه.  وفي حالة تقديم الملف إلى الوزير، تكون اللجنة الوطنية للمعالم التاريخية واضحة ومن ثم هناك إمكانيتان: إما أنها تقترح التصنيف، أو تقترح أو تؤكد التسجيل إذا كان المبنى المعروض لا يبرر التصنيف.  وفي حالة القبول، يوقع الوزير أمر التصنيف، الذي أعدته هيئة الحفظ الإقليمي للمعالم التاريخية المعنية بالأمر.
ويجري نشر قائمة المعالم التاريخية المحمية في الجريدة الرسمية الأولى للجمهورية الفرنسية في السنة ذاتها، ولكن الحماية تكون فعالة من توقيع أمر الحماية.
ويجوز اتخاذ أمر تسجيل لمبنى دون موافقة مالك المبنى، خلافا لترتيب التصنيف. وفي حالة رفض صاحب المبنى أو الشي الذي يقترح تصنيفه، يمكن أن يتم التصنيف بموجب مرسوم في مجلس الدولة. ولا يمكن إجراء تسجيل الغرض المنقول دون موافقة المالك.
وفي حالة الطوارئ مثل الخطر وما إلى ذلك، يجوز لمجلس الدولة أن يقوم إجراء لسلطة التصنيف. ثم يكون للإدارة فترة سنة واحدة لإعداد الإجراء، ابتداءً من تاريخ الإخطار إلى المالك.
وفي حالة الطوارئ مثل الخطر وما إلى ذلك، يجوز لمجلس الدولة أن يقوم إجراء لسلطة التصنيف. ثم يكون للإدارة فترة سنة واحدة لإعداد الإجراء، ابتداءً من تاريخ الإخطار إلى المالك.
وبمجرد أن تكون الحماية فعالة، تتولاها الخدمة الإقليمية للهندسة المعمارية والتراث. ويكون هنا المهندس المعماري لمباني فرنسا المحاور المندوب بالنسبة للسيطرة على تطبيق الخدمات في حال تفعيل الحماية.

### الدستور وحفظ ملف الحماية
يشكل ملف الحماية كذلك في حالة التسجيل كتصنيف، طوال فترة التحقيق في الملف. ويتضمن ملفا تاريخيا يلخص البحوث التي أجريت على المعلم ويبرر حمايتها (صور تظهر تطور هذا المعلم والمراسلات التي تذكره والمقالات الصحفية وما إلى ذلك) وملف إداري يتضمن المرسوم ومختلف المراحل من الحماية. وأخيرا، يتم أرشفة الملفات والاحتفاظ بها من قبل مركز بحوث المعالم التاريخية. هذه الملفات عامة ويمكن البحث فيها، باستثناء الوثائق السرية بموجب القانون.
 كما تم إعداد تقرير موجز عن الأعمال، بما في ذلك الدراسات الأولية للمصنفات والملفات الوثائقية للأعمال المنفذة. كما أنها متاحة للجمهور بمجرد اكتمال العمل.

## نتائج تصنيف أو تسجيل مبنى
يجب على المالكين تقديم الطلب قبل أربعة أشهر على الأقل من بدء العمل مع المحافظ مبينين فيه تفاصيل أعمال الصيانة التي سيقومون بها، في حالة التحويل على المبنى أو الأشياء المصنفة
ولا يمكن التنازل أو بيع، أو تأجير، أو وهب المبنى المصنف، دون إبلاغ الوزير أولا. ويجب إخطار المالك الجديد، قبل بيعه، بالتصنيف أو التسجيل.
وبالمثل، لا يمكن إقامة مبنى جديد مقابل المبنى المحمي دون الحصول على موافقة مسبقة من الوزير.
تمول الصيانة في المقابل، جزئيا من قبل الدولة، وهنالك إمكانية الإعفاء الضريبي للمالكين.

### صيانة وترميم الآثار التاريخية
تستفيد أعمال الصيانة والإصلاح والترميم من مساهمة مالية من الدولة لا تستثني المساعدات التي قد يمنحها أي أحد أخر لصاحب العمل المصنف. ويتولى المالك القيام بأعمال مصرح بها في مبنى مسجل بمساعدة المهندس المعماري والشركات التي يختارها. ويمكن أن يستفيد هؤلاء من مساهمة مالية من الدولة تقتصر على 40 في المائة من المبلغ الإجمالي وذلك بهدف الحفاظ على المبنى.
تجري أعمال الصيانة المصرح بها في مبنى مصنف أو مسجل تحت مراقبة الإدارة. عندما يخطر المالك أو المعين بالعمل أو كاتبه أو أي شخص يحمل صفة تصرح له بالقيام بالعمل، المحافظ الإقليمي بعزمه على تنفيذ مشروع أعمال على مبنى أو كائن أو أثاث محمي المنطقة، فإن المحافظ الإقليمي يعرفه على وضع الممتلكات مشيراً إلى القيود التنظيمية والمعمارية والفنية التي يجب أن يحترمها المشروع. ويفضل أن يكون هنالك موعد مع مهندس مباني فرنسا قبل تقديم الملف. وإذا كان الأمر يتعلق بالعمل على ممتلكات مصنفة، فإن المحافظ الإقليمي يشير إليه، وفقا لطبيعة وأهمية وتركيبة الأعمال المتوخاة والدراسات العلمية والتقنية التي يتعين القيام بها مسبقا، وتحديد برنامج العمل.
انفصلت خدمة المعالم التاريخية عن إدارة العمل والمشروع منذ صدور المرسوم عدد 749 لسنة 2009 المؤرخ 22 يونيو 2009 المتعلق بإدارة المشروع على المباني المصنفة كمعالم تاريخية.
وفي حين كان يتعين القيام بأعمال الترميم السابقة من قبل الهيئة المختصة في مجال حماية البيئة البحرية المختصة على الصعيد الإقليمي وأعمال الصيانة التي قام بها المهندس المعماري لمباني فرنسا (مع الحدود غير واضحة للغاية، مع العلم أن تدخل مهندس مباني فرنسا كان غير مبرر)، ألغت الدولة اللجوء الإلزامي للإدارة، باستثناء ممتلكاتها الخاصة. وهكذا، فإن جميع المهندسين المعماريين المعروفين باسم «التراث» (أي خريجي التدريب التكميلي، سواء أكان في مدرسة شايلوت، أو حاصلين على تخصص في الهندسة المعمارية والتراث من المدرسة الوطنية العليا للعمارة في باريس-بليفيل أو ما يعادلها) يمكنهم المطالبة بالصيانة و «الإصلاح» للمعالم المدرجة؛ في حين أن «أعمال الصيانة» مفتوحة للمنافسة من المهندسين المعماريين من المجتمع الأوروبي المؤهلين لتمرير المنافسة على أساس مناقصات، والذين لديهم عشر سنوات من الخبرة في ترميم المباني القديمة، وذلك بموجب الأحكام المدرجة في المواد R. 621-26 و 28 من قانون التراث.
في حالة فشل الدعوة إلى المناقصات، يمكن أن يتم تعيين هيئة كبار المهندسين المعماريين للمعالم التاريخية ومهندس مباني فرنسا كمقاول رئيسي. ويمكنهم الاتصال بجمعية ترميم الآثار التي تقوم بعد ذلك بتنفيذ إعادة تأهيل التراث المصنف من خلال إجراءات ملموسة (البناء، قطع الحجر، الجولات المصحوبة...) التي يقوم بها المتطوعون.
بالنسبة إلى المعالم التاريخية المسجلة، فإن استخدام مهندس معماري أمر إلزامي. ويجب أن تخضع جميع الأعمال لتصريح البناء (حتى تلك التي تخضع عموما لإعلان مسبق): يجب أن يكون استبدال المصاريع موضوع ترخيص بناء.
يتحدد مقدار مشاركة الدولة بطبيعة حمايتها (المسجلة أو المصنفة) "مع مراعاة الخصائص الخاصة لهذا المبنى، وحالته الراهنة، وطبيعة العمل المخطط له، وأخيرا تلك التي وافق عليها المالك أو أي شخص آخر مهتم بالحفاظ على النصب التذكاري. ويمكن تعويض العمل المتبقي من مسؤولية المالك من خلال المزايا الضريبية.

### النتائج على البيئة المحيطة
يفرض قانون 1943، المعدل بموجب المادة 40 من القانون SRU الصادر في كانون الأول / ديسمبر 2000 شكلا من أشكال المراقبة لمشاريع الأعمال التي تقع في «مجال الرؤية» من المعالم التاريخية ، وبالنظر إلى أن قيمة التراث وأهمية المعلم هي أيضا «الانطباع» الذي يوفره محيطه.
حماية المناطق المحيطة للآثار التاريخية تحكمها أحكام المواد:

•	L. 621-31 و R. 621-92 وبعد قانون الميراث لتعيين حدودها. 
تتكون حماية العلاقة بين المبنى وبيئته ، تبعا للحالة، لضمان جودة التدخلات (واجهات، أسطح، مواد)، لرعاية العلاج من الأرض، والأثاث في الشوارع والإضاءة، وحتى لحظر أي بناء جديد حول المعلم التاريخي. ويتدخل تخفيف حماية المناطق المحيطة تلقائيا بمجرد تصنيف المبنى أو إدراجه. يجب أن يؤذن جميع التعديلات على المظهر الخارجي للمباني والمنشآت الجديدة، ولكن أيضا التدخلات على المساحات الخارجية من قبل مهندس مباني فرنسا . والإعلانات والعلامات هي أيضا تحت سيطرته.
وفقا للمادة L. 621-30.II من قانون التراث الفرنسي، تنطبق الحماية في المناطق المحيطة بالعمل على:

•	أي عقار، سواء بني أو لم يبن، يقع في محيط محدد وفقا للشروط المنصوص عليها في المادة L. 621-31. قد يكون هذا المحيط شائعا لعدة معالم تاريخية. 
يتطابق مفهوم محيط المعالم التاريخية مع مفهوم الرؤية أو التساهل ، في الحالة الثانية، ويعني أنه من مسافة على الأرض يمكن للجمهور الاطلاع عليه، فإن البناء مرئي من المعلم التذكاري، أو من وجهة النظر نفسها. والمبنيان مرئيان معا، داخل دائرة نصف قطرها 500 متر، من محيط المبنى المحمي.
يمكن تعديل نطاق الحماية المقابلة للحالة الأولى (موسعة أو ضيقة) ووفقاً لقانون SRU ، بناء على اقتراح مهندس مباني فرنسا، بموافقة المجلس البلدي.
وفقا للمادة L. 621-32 من قانون التراث الفرنسي، عندما يقع المبنى على حافة مبنى محمي كنصب تاريخي، لا يمكن تعديل مظهره الخارجي دون إذن مسبق، والذي قد يحدث في التشريعات الأخرى المدرجة في المادة L. 632-2 من القانون المذكور.
يخضع أي منظر طبيعي أو مبنى يقع بالقرب من معلم تاريخي لقواعد محددة في حالة التعديل بناء على ذلك، والتي يجب فيها الحصول على موافقة مسبقة من مهندس مباني فرنسا. ويجوز أن يصدر الأخير موافقة، مما يعني أن رئيس البلدية ملزم بهذا الرأي، أو رأي بسيط إذا لم يكن هناك، في الحالة المعنية، أي قابلية للتقبل. ويجدر بالذكر أن قرار رئيس البلدية غير ملزم برأي المهندس المعماري لمباني فرنسا.
وتنص المادة L. 632-2.II و II من قانون التراث الفرنسي إلى حالات الطعن المقدمة من قبل مقدم الطلب أو السلطة الحاكمة في الطلب ضد رأي مهندس مباني فرنسا، وأشار على وجه الخصوص إلى المواد ذوات الأرقام R. 424-14 و R. 423-68 من قانون العمران.

### جولات إرشادية
تجري منذ 8 يوليو 2016 جولات إرشادية لاستدعاء دليل محاضر مهني بشكل ضروري.
القانون رقم 2016-925، المادة 109:
«المادة. L. 221-1. - للقيام بالزيارات الإرشادية في متاحف فرنسا والآثار التاريخية، لا يمكن للأشخاص الطبيعيين أو الاعتباريين ، بما فيهم التابعون، لا يمكنهم سوى القيام بالعمليات المذكورة في المادة الأولى من المادة L. 211-1 باستخدام الخدمات فقط للأشخاص المؤهلين الذين يحملون البطاقة المهنية للمحاضر المنهي والتي تسلم لهم في ظروف يحددها مرسوم في مجلس الدولة. وأما الأشخاص الاعتباريون المشار إليهم في المادة الثالثة من المادة L. 211-18 لا يخضعون لهذا الالتزام.»

### انظمة ضريبة محددة
يستفيد صاحب جزء من التراث التاريخي الفرنسي من أنظمة ضريبية محددة.
فيما يتعلق بضريبة الدخل: رسوم الأرض: الأعمال والتأمين وضرائب الأملاك والفائدة على القروض ... المتعلقة بالأطراف المحمية قابلة للخصم بنسبة تصل إلى 50٪ من الدخل الخاضع للضريبة. وتصل إلى 100٪ عندما يصبح المعلم مفتوحا للعامة أو تبقى محسوبة لجزء من العمل المدعوم على مسؤولية المالك. والغرض من الإدارة هو المساعدة في الحفاظ على تراثنا التاريخي وتعزيز حفظه.
توضيح: إذا كان العمل يتعلق بجزء من المبنى غير مصنف أو مدرج، فإن رسوم الأرض لا يمكن خصمها إلا إذا كان المبنى يعطي دخلا ومحمي أساسا. كما يجب أن تبقى المنشأة لمدة 15 سنة على الأقل من قبل مالكها (الشخص الطبيعي أو الأسرة المالكة). وفي حالة عدم الامتثال لهذا الالتزام، يؤدي ذلك إلى زيادة في إيرادات السنة من بيع النصب التذكاري والسنتين التاليتين من مبلغ الاستقطاعات التي تمت. وينبغي أن يكون العمل المضطلع به بشأن الممتلكات المصنفة دائما من ترميم وليس «إعادة إعمار». أي أن الأمر يتعلق بترميم الوضع الحالي الموجود، وليس إكمال عمل قد يختفي مع الوقت.
وفيما يتعلق بالتوريث أو التبرع: يمكن إعفاء المعالم التاريخية من ضرائب الميراث أو الهبات. غير أن هذا الإعفاء ليس تلقائيا: فهو مشروط بتوقيع اتفاق غير محدد المدة مع وزراء الثقافة والمالية، بهدف الالتزام بحفظ المعلم وفتحه للعامة. فترة الافتتاح هي 60 يوما من 15 يونيو إلى 15 سبتمبر أو 80 يوما بين 1 مايو و 30 سبتمبر (بما في ذلك الأحد والأعياد). هذا الإعفاء من ضريبة الميراث يمنح أيضا للممتلكات المملوكة من قبل شركة، مثل الأسرة التي لم تختر ضريبة دخل الشركات.
وفيما يتعلق بالــ ISF: يتم تضمين المعالم التاريخية في القاعدة الضريبية ل ISF. ومع ذلك، فإن الإدارة الضريبية متسامحة مع تقدير هذه المنازل التاريخية، لأنه يجب أن تأخذ بعين الاعتبار القيود الخاصة التي تؤثر على المالك بسبب الحماية وفتح المعلم للعامة.

## الشعار

رسم متاهة cathédrale de Reims.

طريقة Idéogramme

يميز هذا الشعار المستوحى من متاهة cathédrale de Reims مصمم للمعالم التاريخية ويمكن اضافته على أي معلم يكون موضع حماية بوصفه معلما تاريخيا. أسندت وزارة الثقافة الاستخدام التجاري لهذا الشعار إلى رابطة الجمعيات rempart التي تدير تصنيع لوحات موحدة وشروط استخدام الشعار على جميع وسائل الإعلام الأخرى عدا الورقية منها.
تم رفض الشعار في معرض Idéogramme routier

## المذكرات والمراجع
1. ↑  "معلومات عن المعالم التاريخية في فرنسا على موقع ark.frantiq.fr". ark.frantiq.fr. مؤرشف من الأصل في 2020-10-25.